# Alcol deidrogenasi (NAD(P)+)
La alcol deidrogenasi (NAD(P)+) è un enzima appartenente alla classe delle ossidoreduttasi, che catalizza la seguente reazione:
un alcol + NAD(P)+ ⇄ un'aldeide + NAD(P)H + H+
Riduce aldeidi alifatiche di catene lunghe da 2 a 14 atomi di carbonio, con la massima attività su aldeidi C4, C6 e C8; inoltre riduce il retinale a retinolo. 